# Ruen-Eisfall
Der Ruen-Eisfall (bulgarisch ледопад Руен ledopad Ruen) ist ein Gletscherbruch an der Südküste der Livingston-Insel im Archipel der Südlichen Shetlandinseln. Er fließt aus einem Bergkessel, der von dreien der fünf Gipfel des Friesland Ridge überragt wird, und mündet in die False Bay. Er befindet sich 5,1 km südlich des Willan-Nunatak und 4,1 km südöstlich des Napier Peak.
Die bulgarische Kommission für Antarktische Geographische Namen benannte ihn 1996 nach dem Ruen, dem höchsten Gipfel des Osogowogebirges im Südwesten Bulgariens.